# Catedral metropolitana de la Inmaculada Concepción (Managua)
La Catedral Metropolitana de la Inmaculada Concepción de María de Managua o simplemente Catedral de Managua es la sede de la Arquidiócesis de Managua y está dedicada desde 1993 a la advocación mariana de la Inmaculada Concepción de María, patrona de Nicaragua. Se encuentra en la ciudad de Managua, departamento de Managua, en Nicaragua.
Se caracteriza por tener 63 cúpulas, que era el número de parroquias de la arquidiócesis al momento de su construcción, y una combinación de estilos ecléctico, árabe y románico, que recuerda a una mezquita islámica. Fue diseñada y construida por el arquitecto mexicano Ricardo Legorreta entre 1991 y 1993.
El 31 de julio de 2020, una persona no identificada entró a la Capilla de la Sangre de Cristo y arrojó una bomba produciendo un incendio dentro del templo, no se reportaron fallecidos ni heridos.

## Historia
La construcción en su emplazamiento actual, al sureste de la Laguna de Tiscapa, inició en 1991 ya que desde el terremoto del 23 de diciembre de 1972, la original Catedral de Santiago de Managua, conocida actualmente como Antigua Catedral de Managua y que estuvo dedicada al Apóstol Santiago, quedó semidestruida y fuera de servicio.
Entre 1972 y 1993, el templo dedicado a Santo Domingo en Las Sierritas de Managua, fungió como sede del Arzobispado de Managua, que comprende los departamentos de Managua, Masaya y Carazo.
Este templo, designado como catedral, ostenta el nombre de la Madre del Salvador en su advocación de la Inmaculada Concepción, y se debe principalmente a la devoción muy popular en Nicaragua a la Madre de Dios.
La catedral está construida sobre una explanada, un terreno que perteneció a la familia Somoza. Los hijos de Lillian Somoza Debayle trataron de recuperar estos bienes, pero finalmente siguieron en poder del Estado.
Posterior a 1979 hubo en el sitio una base militar del Ejército Popular Sandinista (EPS). En 1990, al designar el terreno para la construcción de una "nueva" Catedral para la ciudad, se quiso erigir como un monumento para la oración, por la reconciliación y la paz entre hermanos, tras la guerra civil de los años 80. El sitio de la Catedral, sin contar con una plaza propiamente dicha, tiene suficiente extensión como para organizar en sus alrededores eventos religiosos o sociales de amplia participación. Cuenta con un nutrido tráfico urbano, incluyendo varias rutas de transporte urbano colectivo (autobuses) que utilizan los fieles para visitar el templo.
Fue diseñada por el arquitecto mexicano Ricardo Legorreta, quien se inspiró en la Basílica del Santo Sepulcro, de Jerusalén, Israel, para hacer las cúpulas. La construcción inició en agosto de 1991 y terminó dos años después en agosto de 1993, fue consagrada el 4 de septiembre del mismo año por el Cardenal Miguel Obando y Bravo, Arzobispo de Managua. El poeta Pablo Antonio Cuadra en su discurso pronunciado en la ceremonia de consagración describió los elementos arquitectónicos que la componen en una magistral crítica de arte.
Su costo fue de 4.5 millones de dólares. La nueva Catedral causó mucha controversia, especialmente por su estilo arquitectónico y financiamiento. El mayor aportador del dinero para su construcción fue el multimillonario estadounidense Tom Monaghan, entonces dueño de Domino's Pizza, junto con donaciones de la comunidad nicaragüense en Estados Unidos y la conferencia episcopal de ese país.

## Diseño

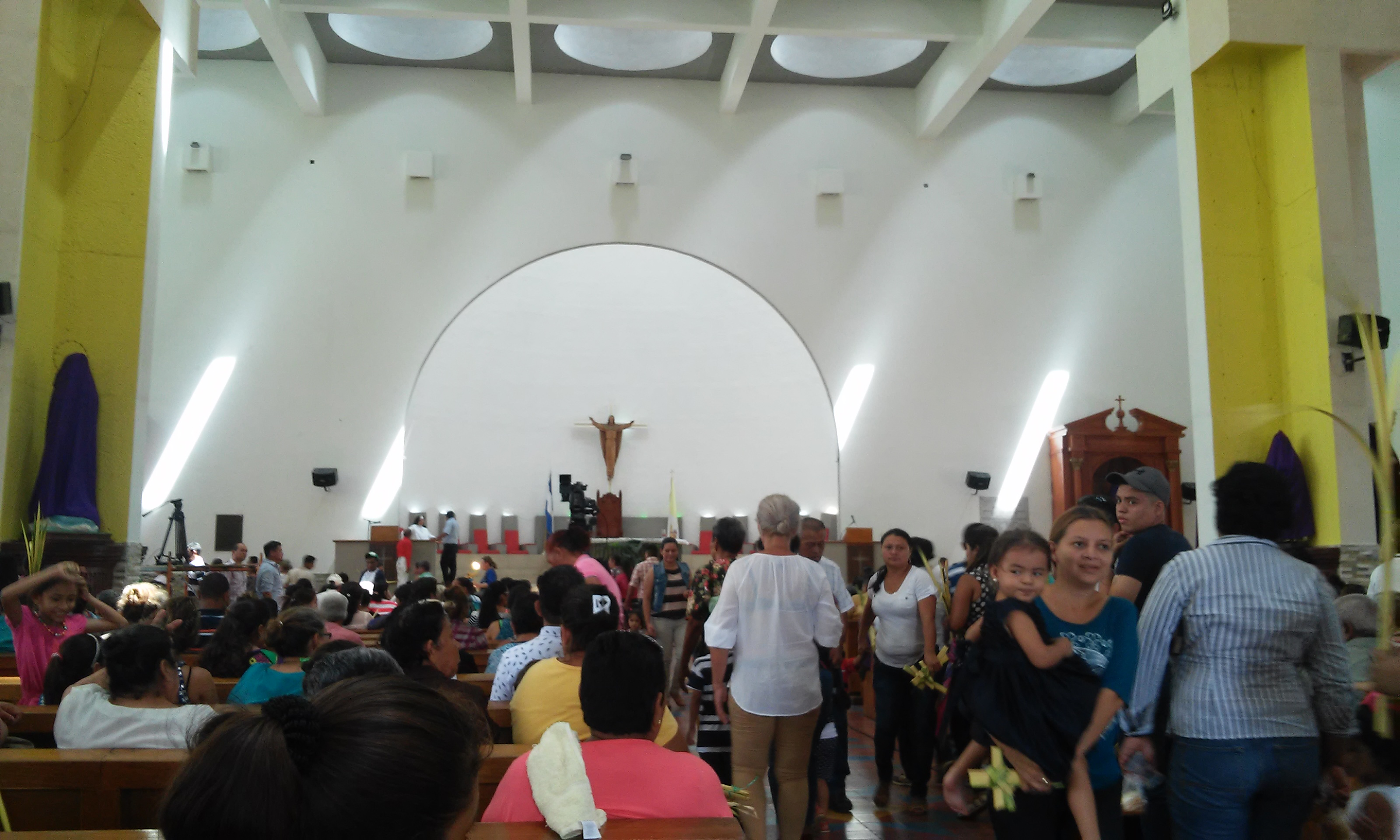
Interior de la catedral, durante el Domingo de Ramos.

El edificio forma un complejo catedralicio en el que se distinguen diferentes componentes arquitectónicos reseñables:
- El campanario o torre
- Las campanas
- Las cúpulas
- El techo
- La nave
- Las columnas que representan a los cuatro evangelios canónicos.
- El altar
- El ambón y el atril
- Las puertas
- El baptisterio
- El Sancta sanctorum
- La Capilla de la Sangre de Cristo
- La Capilla del Santísimo